# 2092 Sumiana
2092 Sumiana eller 1969 UP är en asteroid i huvudbältet som upptäcktes den 16 oktober 1969 av den ryska astronomen Ljudmila Tjernych vid Krims astrofysiska observatorium på Krim. Den har fått sitt namn efter den ukrainska staden Sumy.
Den tillhör asteroidgruppen Koronis.